# 山田真里
山田 真里（やまだ まり、1990年4月10日 - ）は、日本の女子バレーボール選手である。

## 来歴
福岡県福岡市出身。福岡市立原北中学校を卒業後、長崎県の強豪九州文化学園高校に進学。同級生には峯村沙紀、川島亜依美がいる。高校在学中は2年次にインターハイで優勝、春高バレー、国体などで活躍した。
2009年、Vプレミアリーグのトヨタ車体クインシーズに入部。同年12月5日の久光製薬戦でリーグ戦デビューした。その後、オポジットでの出場機会が増え、平成23年度皇后杯バレーボール選手権ではスタメン起用され、準優勝に大きく貢献した。
2013/14Vプレミアリーグでは攻守にわたり活躍し、チーム初の4位へ導いた。
2017年6月、現役を引退し社業に専念することが発表された。
2022年9月、プロ選手として現役に復帰し、イタリア・セリエA2のバレー・エルマエア・オルビアの練習生となった。
2023年1月、トルコ2部リーグに属するLima SKに入団。
同年11月からは、モンゴルのKhovd Ijil Altain Barsでプレーした。
2024年5月、韓国Vリーグのアジア枠トライアウトに参加したが、ドラフト指名には至らなかった。同年12月からはモンゴルのUurkhaichinでリベロとしてプレーする。

## プレースタイル
高校時代はリベロとしても出場していたこともあり、レセプションやディグなどでの活躍が多い。トヨタ車体入団後はオポジットとして出場し、ライトからインナーに打つスパイクなどで活躍している。

## 所属チーム
- 福岡市立原北中
- 九州文化学園高校（2006-2009年）
- トヨタ車体クインシーズ（2009-2017年）
- バレー・エルマエア・オルビア（イタリア語版）（練習生、2022年）
- Lima SK（2023年）
- Khovd Ijil Altain Bars（2023-2024年）
- Uurkhaichin（2024年-）

## 個人成績
Vプレミアリーグレギュラーラウンドにおける個人成績は下記の通り。
| シーズン | 所属       | 出場 | 出場   | アタック | アタック | アタック | アタック | ブロック | ブロック | サーブ | サーブ | サーブ | サーブ | レセプション | レセプション | 総得点 | 備考 |
| -------- | ---------- | ---- | ------ | -------- | -------- | -------- | -------- | -------- | -------- | ------ | ------ | ------ | ------ | ------------ | ------------ | ------ | ---- |
| シーズン | 所属       | 試合 | セット | 打数     | 得点     | 決定率   | 効果率   | 決定     | /set     | 打数   | エース | 得点率 | 効果率 | 受数         | 成功率       | 総得点 | 備考 |
| 2009/10  | トヨタ車体 | 5    | 3      | 17       | 5        | 29.4%    | %        | 1        | 0.33     | 6      | 0      | 0.00%  | 12.5%  | 27           | 74.1%        | 6      |      |
| 2010/11  | トヨタ車体 | 18   | 44     | 84       | 19       | 22.6%    | %        | 10       | 0.23     | 154    | 9      | 5.84%  | 13.4%  | 418          | 67.5%        | 38     |      |
| 2011/12  | トヨタ車体 | 20   | 59     | 65       | 24       | 36.9%    | %        | 10       | 0.17     | 184    | 5      | 2.72%  | 11.3%  | 384          | 58.6%        | 39     |      |
| 2012/13  | トヨタ車体 | 22   | 87     | 505      | 179      | 35.4%    | %        | 15       | 0.17     | 310    | 4      | 1.29%  | 9.0%   | 521          | 65.3%        | 198    |      |
| 2013/14  | トヨタ車体 | 27   | 97     | 474      | 150      | 31.6%    | %        | 19       | 0.20     | 314    | 21     | 6.69%  | 14.5%  | 730          | 52.5%        | 190    |      |
| 2014/15  | トヨタ車体 | 21   | 67     | 472      | 124      | 26.3%    | %        | 22       | 0.33     | 194    | 4      | 2.06%  | 11.7%  | 442          | 61.1%        | 150    |      |
| 2015/16  | トヨタ車体 | 21   | 58     | 58       | 15       | 25.9%    | %        | 3        | 0.05     | 65     | 2      | 3.08%  | 13.2%  | 229          | 48.9%        | 20     |      |